# Nesidiochernes palauensis
Espèce
Nesidiochernes palauensis est une espèce de pseudoscorpions de la famille des Chernetidae.

## Distribution
Cette espèce est endémique des Palaos.

## Description
Nesidiochernes palauensis mesure de 1,6 à 1,8 mm.

## Étymologie
Son nom d'espèce, composé de palau et du suffixe latin -ensis, « qui vit dans, qui habite », lui a été donné en référence au lieu de sa découverte, les Palaos.

## Publication originale
- Beier, 1957 : Pseudoscorpionida. Insects of Micronesia, vol. 3, p. 1-64 (texte intégral).